# 相原俊子
白須-相原俊子（日語：白須-相原 俊子，1939年6月3日—）是一名日本女子体操运动员。她在1964年东京夏季奥林匹克运动会中，获得女子团体铜牌。她也参加了1962年世界体操锦标赛，获得女子团体铜牌。